# Anthonotha leptorrhachis
Anthonotha leptorrhachis là một loài cây gỗ thuộc họ Fabaceae.
Đây là loài đặc hữu của Cameroon.
Môi trường sống tự nhiên của chúng là rừng khô nhiệt đới hoặc cận nhiệt đới.
Chúng hiện đang bị đe dọa vì mất môi trường sống.